# Voise Winters
Voise Lee Winters (Chicago, 12 ottobre 1962) è un ex cestista statunitense naturalizzato spagnolo, professionista nella NBA e in Europa.

## Carriera
È stato selezionato dai Philadelphia 76ers al secondo giro del Draft NBA 1985 (44ª scelta assoluta).

## Palmarès
- Campione NIT (1982)
- Copa del Rey: 1

Saski Baskonia: 1999